# 埃蒂
埃蒂（法語：Ettie）是2019年法國女子世界盃的吉祥物，於2018年5月12日，由國際足總與賽事組委會共同揭曉。埃蒂的造型設計為一隻雛雞，雞為法蘭西民族和法國足協的象徵。埃蒂與1998年法國世界盃吉祥物「福蒂克斯」（footix）一脈相承，設定上為福蒂克斯的女兒。埃蒂的名字取自法語中的「星星」（étoile）一詞。